# Geo Siegwart
Geo Josef Siegwart (* 1954) ist ein deutscher Philosoph und Hochschullehrer.

## Leben und Wirken
Siegwart studierte Philosophie und Wissenschaftstheorie an der Ludwig-Maximilians-Universität München (LMU) sowie systematische Theologie an der Hochschule für Philosophie München (HFPH). Er erwarb 1976 mit einer Arbeit zu Wahrheit bei Frege den Magister-Grad und promovierte 1982 mit dem Thema Semiotik und Logik. Untersuchungen zur Idee einer Strukturtheorie an der Universität München. Daraufhin nahm Siegwart ebenda einen Lehrauftrag für „Formale Grundlagen der Philosophie“ war; 1984/85 lehrte er Wissenschaftstheorie an der HFPH. Währenddessen war er Forschungsstipendiat der Deutschen Forschungsgemeinschaft zum Thema „Kohärenzkonzeptionen der Wahrheit“ und  von 1984 bis 1986 Lehrer für Ethik an der Europäischen Schule München. Anschließend arbeitete er bis zu seiner Habilitation zum Thema Vorfragen zur Wahrheit. Ein Traktat über kognitive Sprachen im Jahr 1991 als wissenschaftlicher Mitarbeiter im Fach Philosophie der Universität Essen. Nach einer Tätigkeit am 1990 von Carl Friedrich Gethmann neugegründeten Institut für Philosophie der Humboldt-Universität zu Berlin war er 1994/95 Hochschuldozent für Logik und Sprachphilosophie an der Universität Essen. Im März 1995 wurde er auf den Lehrstuhl für „Philosophie mit dem Schwerpunkt Theoretische Philosophie“ am von Werner Stegmaier neugegründeten Institut für Philosophie der Ernst-Moritz-Arndt-Universität Greifswald berufen. Im September 2018 wurde Siegwart in den Ruhestand versetzt.
Seine Arbeitsschwerpunkte sind Wahrheit und Bedeutung, Abstraktion und  Begriffsbildung sowie die Konstruktion philosophischer Diskurse.

## Auszeichnungen
- Forschungsstipendium der Deutschen Forschungsgemeinschaft (1984)[2]
- Heisenberg-Stipendium (ab 1993)[2]

## Schriften (Auswahl)

### Monografien
- Semiotik und Logik. Untersuchungen zur Idee einer Strukturtheorie. Dissertation. Universität München, 1981.
- Vorfragen zur Wahrheit. Ein Traktat über kognitive Sprachen (= Scientia nova). Oldenbourg, München 1997, ISBN 3-486-56024-7.
- Kulinarische Distinktionen: Anstöße zu täglicher Kompromißlosigkeit. Heinrich-Heine-Buchhandlung, Essen 2001, ISBN 3-00-007149-0.

### Herausgeberschaft
- Johann Heinrich Lambert: Texte zur Systematologie und zur Theorie der wissenschaftlichen Erkenntnis (= Philosophische Bibliothek. Band 406). Meiner, Hamburg 1988, ISBN 3-7873-0723-0.
- mit Dirk Greimann: Truth and speech acts. Studies in the philosophy of language. Routledge, New York 2012, ISBN 978-0-415-40651-2.

### Artikel
- Zu einem „der tiefsten philosophischen Probleme“. Eine hermeneutische Studie. In: Conceptus. Band 24, Nr. 63, 1990, S. 67–79.
- Zur Inkonsistenz der konstruktivistischen Abstraktionslehre. In: Zeitschrift für philosophische Forschung. Band 47, Nr. 2, 1993, S. 246–260, JSTOR:20483529.
- mit Georg Meggle: Der Streit um Bedeutungstheorien. In: Marcelo Dascal, Dietfried Gerhardus, Kuno Lorenz, Georg Meggle (Hrsg.): Ein internationales Handbuch zeitgenössischer Forschung. 2. Halbband (= Handbücher zur Sprach- und Kommunikationswissenschaft. Band 7/2). De Gruyter Mouton, Berlin, New York 1996, S. 964–989, doi:10.1515/9783110139914.2.4.964.
- Gott und der gegenwärtige König von Frankreich. Über Kennzeichnungen in der Theologie. In: Franz-Josef Bormann, Christian Schröer (Hrsg.): Abwägende Vernunft: Praktische Rationalität in historischer, systematischer und religionsphilosophischer Perspektive. De Gruyter, Berlin, Boston 2004, doi:10.1515/9783110896190.637.